# Caserne des pompiers à Kragujevac
La caserne des pompiers à Kragujevac (en serbe cyrillique : Ватрогасни дом у Крагујевцу ; en serbe latin : Vatrogasni dom u Kragujevcu) se trouve à Kragujevac, dans le district de Šumadija, en Serbie. Elle est inscrite sur la liste des monuments culturels protégés de la république de Serbie (identifiant no SK 1678).

## Présentation
Le bâtiment a été construit en 1933 grâce à une donation de la famille Radojković. Il a été conçu en collaboration par les architectes Mihailo Radovanović, Đorđe Kovaljevski et Radoslav Milosavljević.
Il se présente comme un édifice angulaire d'allure monumentale et de style moderniste ; il est doté d'un sous-sol, d'un rez-de-chaussée et d'une tour d'observation de cinq étages avec une terrasse. Il est construit en briques, en pierres et en béton armé.
Dès son ouverture, le bâtiment est devenu l'un des centres de la vie publique et culturelle de la ville.